# Adina Cristina Borodi
Adina Cristina Borodi (n. 20 noiembrie 2004, Baia Mare, România) este o fotbalistă română.

## Carieră
Ea a debutat pentru echipa națională a României la 23 octombrie 2020 împotriva Lituaniei⁠(d), intrând ca înlocuitor pentru Mara Bâtea.